# Paston Coke
Pour les articles homonymes, voir Coke.
Paston Coke (né le 23 août 1971) est un athlète jamaïcain spécialiste du sprint. 

## Biographie

### Palmarès
| Date | Compétition           | Lieu    | Résultat | Épreuve   | Performance |
| ---- | --------------------- | ------- | -------- | --------- | ----------- |
| 1999 | Championnats du monde | Séville | 2e       | 4 x 100 m | —           |

### Records
| Épreuve    | Performance | Lieu              | Date            |
| ---------- | ----------- | ----------------- | --------------- |
| 100 mètres | 10 s 53     | New Brunswick     | 17 avril 1999   |
| 200 mètres | 20 s 93     | Emporia           | 29 mai 1999     |
| 400 mètres | 45 s 15     | Palma de Majorque | 12 juillet 1999 |